# Percy Rees
Percy Montague Rees (Camberwell, Londres, 27 de setembre de 1883 – Wonersh, Surrey, 12 de juny de 1970) va ser un jugador d'hoquei sobre herba anglès que va competir a principis del segle xx.
El 1908 va prendre part en els Jocs Olímpics de Londres, on va guanyar la medalla d'or en la competició d'hoquei sobre herbal, com a membre de l'equip anglès. En aquesta competició marcà 1 gol en els tres partits que disputà.